# Mojisola Adekunle-Obasanjo
Mojisola Adekunle-Obasanjo (10 de agosto de 1944 – Lagos, 4 de junio de 2009) fue una militar y político nigeriana.

## Biografía
Fue la exmujer (1991–1998) del Presidente electo Olusegun Obasanjo.
Mojisola trabajó como radiólogo en el ejército nigeriano antes de retirarse para postularse como cargo público. Fundó el partido Movimiento de Masas de Nigeria en 1998 y concurrió por este partido a las elecciones presidenciales de 2003. Recibió un total de 157.560 votos, lo que equivalía a un 0.40% de los votos aprobados. Fue la única candidata femenina de las elecciones presidenciales de 2007.
Adekunle-Obasanjo murió el 4 de junio de 2009 en la residencia de su hija Adetokunbo en Ikoyi (Lagos) después de una breve enfermedad. She survived by four children and numerous grandchildren.